# Błomino-Gule
Błomino-Gule – wieś sołecka w Polsce położona w województwie mazowieckim, w powiecie płońskim, w gminie Dzierzążnia.
W latach 1975–1998 miejscowość administracyjnie należała do województwa ciechanowskiego.